# Wallingwells
Wallingwells – osada w Anglii, w hrabstwie Nottinghamshire, w dystrykcie Bassetlaw. Leży 45 km na północ od miasta Nottingham i 216 km na północ od Londynu. Miejscowość liczy 22 mieszkańców.